# Magnificat (Johann Sebastian Bach)
Magnificat in D dur německého skladatele Johanna Sebastiana Bacha je barokní zhudebnění stejnojmenného latinského textu. Existují dvě rozdílná vydání. První vydání (BWV 243a) v Es dur poprvé zaznělo roku 1723, druhé v D dur (BWV 243) vzniklo mezi lety 1732 a 1735, nejpravděpodobněji v roce 1733 a jedná se o nejčastěji prováděnou verzi.

## Vznik
Dle tradičního výkladu zkomponoval Bach první verzi skladby v Es dur pro Advent roku 1723. Naproti tomu postavil bachovský badatel Andreas Glöckner v roce 2003 hypotézu, že skladba vznikla již pro uvedení ve svátek Navštívení Panny Marie 2. července 1723. Dle tradice Lipské chrámové hudby bylo vloženo uvedení o vánočních svátcích – ne nutně v roce 1723, neboť v tom roce uvedení podobného díla není doloženo – čtyř německých Vánočních písní v latině. Der handschriftliche Befund autografu hovoří dle Glöcknera pro dodatečně uvedení. Ony čtyři vložené koledy byly přitom provedeny v malém kleiner obsazení v kostele svatého Tomáše. Čtvrtá z písní se dochovala jen částečně, bylo však možné ji zrekonstruovat, neboť byla parodována v 5. části kantáty Unser Mund sei voll Lachens (BWV 110). Pro druhé vydání v D dur změnil Bach instrumentální obsazení, zmírnil množství harmonicky smělejších detailů ve vydání z roku 1723 a opět vyškrtl vložené vánoční písně.

## Obsazení
Zpěv:
- Soli: Soprán I/II, alt, tenor, bas
- Coro: SATB

Nástroje: Tromba I-III, tympány, Flauto traverso I/II (Flauto dolce I/II ve starší verzi), oboe resp. oboe d’amore I/II, smyčce, basso continuo

## Části
1. Sbor „Magnificat“
2. Árie (II. soprán) „Et ex(s)ultavit spiritus meus“[2][3][4]
A Chorální moteto „Vom Himmel hoch“
3. Árie (I. soprán) „Quia respexit humilitatem“
4. Sbor „Omnes generationes“
5. Árie (bas) „Quia fecit mihi magna“
B Chorál „Freut euch und jubiliert“
6. Duet (alt, tenor) „Et misericordia“
7. Sbor „Fecit potentiam“
C Chorál „Gloria in excelsis Deo“
8. Árie (tenor) „Deposuit potentes“
9. Árie (alt) „Esurientes implevit bonis“
D Duet (soprán, bas) „Virga Jesse floruit“
10. Tercet (I. soprán/II, alt) „Suscepit Israel“
11. Sbor „Sicut locutus est“
12. Sbor „Gloria Patri“